# Calendulauda albescens
Calendulauda albescens là một loài chim trong họ Alaudidae.